# Liste der Baudenkmäler in Schweitenkirchen

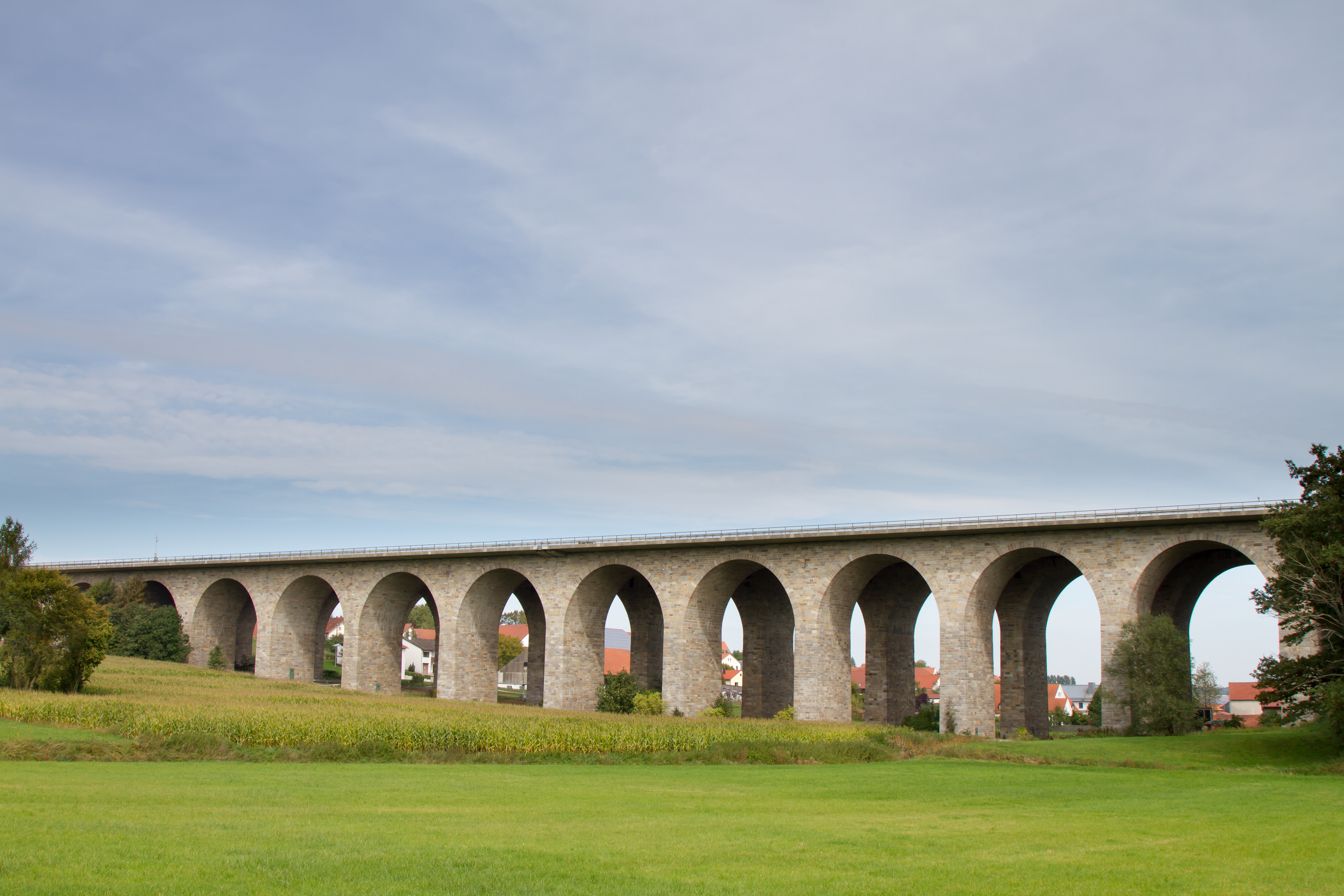
Autobahnbrücke Holledau

Auf dieser Seite sind die Baudenkmäler in der oberbayerischen Gemeinde Schweitenkirchen zusammengestellt. Diese Tabelle ist eine Teilliste der Liste der Baudenkmäler in Bayern. Grundlage ist die Bayerische Denkmalliste, die auf Basis des Bayerischen Denkmalschutzgesetzes vom 1. Oktober 1973 erstmals erstellt wurde und seither durch das Bayerische Landesamt für Denkmalpflege geführt wird. Die folgenden Angaben ersetzen nicht die rechtsverbindliche Auskunft der Denkmalschutzbehörde.

## Baudenkmäler nach Ortsteilen

### Schweitenkirchen
| Lage                    | Objekt                                            | Beschreibung | Akten-Nr.    | Bild           |
| ----------------------- | ------------------------------------------------- | --- | ------------ | -------------- |
| Kirchenweg 1 (Standort) | Katholische Pfarrkirche Sankt Johannes der Täufer | verputzte Saalkirche mit Satteldach, eingezogenem, halbrund geschlossenem Chor und seitlichem Turm mit oktogonalem Obergeschoss und Laternenzwiebelhaube, Langhaus und Chor mit stuckierten Stichkappentonnen, Turm im Kern spätgotisch, Turmobergeschosse 1650, Langhaus- und Chorneubau im neubarocken Stil, von Johann Baptist Schott, 1906–09; mit Ausstattung | D-1-86-152-1 | weitere Bilder |
| Kirchenweg 4 (Standort) | Pfarrhaus                                         | zweigeschossiger, verputzter Walmdachbau, 18. Jahrhundert | D-1-86-152-2 | Pfarrhaus      |

### Ampertshausen
| Lage                        | Objekt                                        | Beschreibung | Akten-Nr.    | Bild                                          |
| --------------------------- | --------------------------------------------- | --- | ------------ | --------------------------------------------- |
| Ampertshausen 11 (Standort) | Hofeinfahrt                                   | verputzte Ziegelmauer mit neugotischem Ziergitter, um 1907 | D-1-86-152-4 | BW                                            |
| Ampertshausen 15 (Standort) | Katholische Filialkirche Sankt Peter und Paul | verputzter Satteldachbau mit dreiseitigem Chorschluss und Westturm mit Spitzhelm, Saalbau mit korbbogigem Tonnengewölbe und eingezogenem Chor mit Kreuzrippengewölbe, 14. Jahrhundert, Langhauserweiterung und Turmobergeschoss 1884, Chorerneuerung 19. Jahrhundert; mit Ausstattung | D-1-86-152-3 | Katholische Filialkirche Sankt Peter und Paul |

### Aufham
| Lage                          | Objekt                                  | Beschreibung | Akten-Nr.             | Bild           |
| ----------------------------- | --------------------------------------- | --- | --------------------- | -------------- |
| Otterbachstraße 11 (Standort) | Katholische Filialkirche Sankt Nikolaus | verputzter Satteldachbau mit breitem Chorturm mit Bogengliederungen, eingezogenem Obergeschoss und Satteldach, Langhaus mit flacher Holzdecke und eingezogenem Chor mit Kreuzrippengewölbe, im Kern spätromanisch, 14. Jahrhundert, Chorgewölbe 15. Jahrhundert, Fenstererweiterung um 1770, Langhausverlängerung nach Westen um 1860; mit Ausstattung | D-1-86-152-5 Wikidata | weitere Bilder |

### Dietersdorf
| Lage                          | Objekt                                 | Beschreibung | Akten-Nr.     | Bild                              |
| ----------------------------- | -------------------------------------- | --- | ------------- | --------------------------------- |
| Dietersdorf 22 (Standort)     | Katholische Kapelle St. Magdalena      | verputzter Steilsatteldachbau mit Dachreiter, flachgedeckter Saal mit halbkreisförmiger Altarnische, 1835; mit Ausstattung                                         | D-1-86-152-6  | Katholische Kapelle St. Magdalena |
| Güntersdorfer Feld (Standort) | Passionskreuz, sogenanntes Reiterkreuz | Holzkruzifix mit Baldachin und Passionswerkzeugen, 19. Jahrhundert; südlich von Dietersdorf, unter zwei Pappeln an der Straßengabelung nach Güntersdorf und Aufham | D-1-86-152-36 | BW                                |

### Dürnzhausen
| Lage                   | Objekt                              | Beschreibung | Akten-Nr.    | Bild              |
| ---------------------- | ----------------------------------- | --- | ------------ | ----------------- |
| Kirchberg 6 (Standort) | Ehemals Schulhaus                   | zweigeschossiger, verputzter Walmdachbau mit Mezzaningeschoss und rustizierten Lisenen, um Mitte 19. Jahrhundert | D-1-86-152-9 | Ehemals Schulhaus |
| Kirchberg 7 (Standort) | Katholische Kuratiekirche St. Georg | verputzter Ziegelbau mit Steilsatteldach, dreiseitigem Chorschluss und seitlichem Turm mit Treppengiebel, flachgedeckter Saalbau mit eingezogenem Chor mit Sterngewölbe, im Kern romanisch, um 1500, Langhausverlängerung um 1800 und 1903; mit Ausstattung | D-1-86-152-7 | weitere Bilder    |
| Kirchberg 8 (Standort) | Ehemals Pfarrhaus                   | zweigeschossiger, traufseitiger und verputzter Satteldachbau, 2. Hälfte 19. Jahrhundert | D-1-86-152-8 | Ehemals Pfarrhaus |

### Frickendorf
| Lage                              | Objekt                                    | Beschreibung | Akten-Nr.     | Bild |
| --------------------------------- | ----------------------------------------- | --- | ------------- | ---- |
| Sankt-Margareten-Weg 1 (Standort) | Katholische Filialkirche Sankt Margaretha | verputzte Saalkirche mit Satteldach, leicht eingezogenem, polygonalem Chor und Westturm mit Spitzhelm, flachgedecktes Langhaus und Chor mit sternförmigem Netzgewölbe, 15./16. Jahrhundert, barockisiert; mit Ausstattung | D-1-86-152-11 | BW   |

### Geisenhausen
| Lage                               | Objekt                              | Beschreibung | Akten-Nr.     | Bild           |
| ---------------------------------- | ----------------------------------- | --- | ------------- | -------------- |
| A 9; Kr PAF 9 (Standort)           | Autobahnbrücke Holledau             | Viadukt der 1936 begonnenen Reichsautobahn, 16-bogiger, als Doppelbrücke errichteter Betonbau, Bogenreihen mit verschiedenfarbigen Granitplatten verblendet, durch Fahrbahnüberbau nachträglich zusammengeschlossen, von Georg Gsaenger, 1937–39, 1945 gesprengt, 1949 wieder aufgebaut                                                                              | D-1-86-152-37 | weitere Bilder |
| Holledaustraße 1 (Standort)        | Wohnhaus                            | zweigeschossiger, traufseitiger und verputzter Satteldachbau mit Treppengiebeln, um 1920/30; rückseitig angebaut ehemals Schulhaus, zweigeschossiger, verputzter Satteldachbau, 2. Hälfte 19. Jahrhundert | D-1-86-152-13 | Wohnhaus       |
| Holledaustraße 5 (Standort)        | Katholische Pfarrkirche St. Emmeram | verputzte Saalkirche mit leicht eingezogenem, polygonalem Chor und seitlichem Turm mit Zwiebelhaube, flachgedecktes Langhaus mit Hohlkehle und Chor mit Netzgewölbe, Chor um 1500, Langhaus 18. Jahrhundert; mit Ausstattung | D-1-86-152-12 | weitere Bilder |
| Holledaustraße 20 (Standort)       | Bauernhaus                          | zweigeschossiger, giebelständiger und verputzter Satteldachbau mit traufseitigem Eisenbalkon und Uhr, bez. 1885. verputzter Greddachbaun mit Aufzugsgaube, 1868; Stadel, traufseitiger, verputzter Satteldachbau, 1868; Stallgebäude mit Hopfenboden, zweigeschossiger, giebelständiger und verputzter Greddachbau mit rückseitigem Anbau, 2. Hälfte 19. Jahrhundert | D-1-86-152-14 | Bauernhaus     |
| Holledaustraße 22 (Standort)       | Dreiseithof, Bauernhaus             | erdgeschossiger, giebelständiger und verputzter Greddachbaun mit Aufzugsgaube, 1868; Stadel, traufseitiger, verputzter Satteldachbau, 1868 | D-1-86-152-15 | BW             |
| Nähe Preinerszeller Weg (Standort) | Kriegergedächtniskapelle            | verputzter Walmdachbau mit Vorhalle, um 1930; an der Straße nach Preinerszell, neben einer alten Linde | D-1-86-152-17 | BW             |

### Giegenhausen
| Lage                          | Objekt  | Beschreibung | Akten-Nr.     | Bild    |
| ----------------------------- | ------- | --- | ------------- | ------- |
| Sankt-Marien-Weg 1 (Standort) | Kapelle | verputzter Satteldachbau mit dreiseitigem Schluss und blechbeschlagenem Dachreiter mit Spitzhelm, 1886; mit Ausstattung | D-1-86-152-18 | Kapelle |

### Güntersdorf
| Lage                             | Objekt                               | Beschreibung | Akten-Nr.     | Bild                                 |
| -------------------------------- | ------------------------------------ | --- | ------------- | ------------------------------------ |
| Sankt-Josef-Straße 25 (Standort) | Katholische Pfarrkirche Sankt Joseph | verputzte Saalkirche mit Satteldach, eingezogenem Polygonalchor und seitlichem Turm mit oktogonalem Obergeschoss und Spitzhelm, Langhaus mit Kassettendecke und Chor mit Stichkappentonne, von Georg Berlinger, 1936/37; mit Ausstattung | D-1-86-152-19 | Katholische Pfarrkirche Sankt Joseph |

### Gundelshausen
| Lage                        | Objekt                                               | Beschreibung | Akten-Nr.     | Bild           |
| --------------------------- | ---------------------------------------------------- | --- | ------------- | -------------- |
| Gundolfstraße 14 (Standort) | Katholische Filialkirche St. Valentin und St. Martin | Saalkirche, geschlämmter Backsteinbau mit reicher Außengliederung, eingezogener Chorapsis und polygonalem Dachreiter mit Spitzhelm, Langhaus und Chor flachgedeckt, spätromanisch, 13./14. Jahrhundert; mit Ausstattung | D-1-86-152-20 | weitere Bilder |

### Hirschhausen
| Lage                          | Objekt                                | Beschreibung | Akten-Nr.     | Bild |
| ----------------------------- | ------------------------------------- | --- | ------------- | ---- |
| Hirschhausen 9 1/3 (Standort) | Katholische Filialkirche Sankt Markus | verputzte Saalkirche mit Satteldach, eingezogenem Polygonalchor und westlich eingestelltem Turm mit oktogonalem Obergeschoss und Zwiebelhaube, Langhaus und Chor flachgedeckt, barock, 1726, neugotisch überarbeitet; mit Ausstattung | D-1-86-152-21 | BW   |

### Holzhausen
| Lage                                   | Objekt                              | Beschreibung | Akten-Nr.     | Bild           |
| -------------------------------------- | ----------------------------------- | --- | ------------- | -------------- |
| Holzhausen 1; In Holzhausen (Standort) | Katholische Filialkirche St. Ulrich | verputzte Saalkirche mit Satteldach, polygonalem Chorschluss und Giebelturm mit oktogonalem Obergeschoss und Zwiebelhaube, Chor und Turmuntergeschoss spätgotisch, um 1500, Langhaus und Turmobergeschoss um 1720/30; mit Ausstattung | D-1-86-152-22 | weitere Bilder |

### Loipersdorf
| Lage                      | Objekt           | Beschreibung                                                                                                  | Akten-Nr.     | Bild             |
| ------------------------- | ---------------- | --- | ------------- | ---------------- |
| Loipersdorf 12 (Standort) | Heiligenhäuschen | Heiligenhäuschen, kleiner Massivbau mit Satteldach und Bildnische, 19. / 20. Jahrhundert; bei Loipersdorf 12. | D-1-86-152-23 | Heiligenhäuschen |

### Loipertshausen
| Lage                             | Objekt    | Beschreibung                                        | Akten-Nr.     | Bild |
| -------------------------------- | --------- | --------------------------------------------------- | ------------- | ---- |
| Loipertshausen 17 1/2 (Standort) | Wegweiser | gusseisern; letztes Viertel 19. Jahrhundert; im Ort | D-1-86-152-24 | BW   |

### Niederthann
| Lage                      | Objekt                                    | Beschreibung | Akten-Nr.     | Bild           |
| ------------------------- | ----------------------------------------- | --- | ------------- | -------------- |
| Niederthann 15 (Standort) | Katholische Kuratiekirche Sankt Dionysius | verputzter Satteldachbau mit Chorturm mit Spitzhelm, Langhaus mit Stichbogentonne und eingezogener Chor mit stuckiertem Tonnengewölbe, Turmunterbau romanisch, im Kern 14./15. Jahrhundert, 1670 barock erweitert, Langhausgewölbe 18. Jahrhundert, Langhauserweiterung und Westvorhalle 1881, Turmobergeschoss und Helm 1886; mit Ausstattung | D-1-86-152-25 | weitere Bilder |

### Oberthann
| Lage                   | Objekt     | Beschreibung | Akten-Nr.     | Bild       |
| ---------------------- | ---------- | --- | ------------- | ---------- |
| Oberthann 2 (Standort) | Bauernhaus | erdgeschossiger, giebelständiger und verputzter Greddachbau mit giebelseitigem Stüberlvorbau, 1. Hälfte 19. Jahrhundert | D-1-86-152-27 | Bauernhaus |

### Preinersdorf
| Lage                           | Objekt     | Beschreibung | Akten-Nr.     | Bild       |
| ------------------------------ | ---------- | --- | ------------- | ---------- |
| Nähe Sankt-Arno-Weg (Standort) | Hofkapelle | verputzter Satteldachbau mit halbrundem Schluss und Giebelreiter mit Zeltdach, innen flachgedeckt mit eingezogenem Chorraum, 1847, Giebelreiter bez. 1907; mit Ausstattung; zum Anwesen Sankt-Arno-Weg 3 gehörig | D-1-86-152-28 | Hofkapelle |

### Preinerszell
| Lage                                       | Objekt                                 | Beschreibung | Akten-Nr.     | Bild                                   |
| ------------------------------------------ | -------------------------------------- | --- | ------------- | -------------------------------------- |
| Seefeld (Standort)                         | Feldkapelle                            | Dreifaltigkeitskapelle, verputzter Satteldachbau mit Vorhalle auf Doppelsäulen, 18. Jahrhundert; mit Ausstattung; westlich vom Dorf                                                                                         | D-1-86-152-30 | BW                                     |
| Preinerszell Sankt-Stefan-Weg 5 (Standort) | Katholische Filialkirche Sankt Stephan | verputzte Saalkirche mit Satteldach, eingezogenem Polygonalchor und seitlichem Turm mit Satteldach, Langhaus mit Stichkappentonne und Chor mit Netzgewölbe, Chor 15. Jahrhundert, Langhaus 18. Jahrhundert; mit Ausstattung | D-1-86-152-29 | Katholische Filialkirche Sankt Stephan |

### Sünzhausen
| Lage                  | Objekt                                  | Beschreibung | Akten-Nr.     | Bild           |
| --------------------- | --------------------------------------- | --- | ------------- | -------------- |
| Pfarrweg 1 (Standort) | Katholische Kuratiekirche Sankt Koloman | verputzte Saalkirche mit eingezogenem Rechteckchor und seitlichem Turm mit hohem Zeltdach, flachgedecktes Langhaus und kreuzgratgewölbter Chor, letztes Viertel 18. Jahrhundert, neuromanische Umgestaltung und Erweiterung nach Westen 2. Hälfte 19. Jahrhundert; mit Ausstattung | D-1-86-152-33 | weitere Bilder |
| Pfarrweg 3 (Standort) | Einfirsthof                             | erdgeschossiger, traufseitiger und verputzter Greddachbau mit angehobener Traufe über der Tenne, Mitte 19. Jahrhundert | D-1-86-152-34 | Einfirsthof    |
| Pfarrweg 6 (Standort) | Pfarrhaus                               | zweigeschossiger, verputzter Walmdachbau, wohl 1. Hälfte 19. Jahrhundert | D-1-86-152-35 | Pfarrhaus      |

## Ehemalige Baudenkmäler
| Lage                              | Objekt      | Beschreibung | Akten-Nr. | Bild        |
| --------------------------------- | ----------- | --- | --------- | ----------- |
| Geisenhausen Holledaustraße 22 () | Dreiseithof | eingeschossiges Greddachhaus, älterer Querstadel und Hopfenstadel mit Dachläden, 1. und 2. Hälfte 19. Jahrhundert |           |             |
| Oberthann In Oberthann ()         | Ortskapelle | 18./19. Jahrhundert                                                                                               |           | Ortskapelle |
| Schmiedhausen Haus Nr. 5 ()       | Bauernhaus  | eingeschossig mit Greddach, 1. Hälfte 19. Jahrhundert                                                             |           |             |
| Schmiedhausen Haus Nr. 7 ()       | Bauernhaus  | mit Zwerchgiebel und Greddach, Mitte 19. Jahrhundert                                                              |           |             |